# جالیز

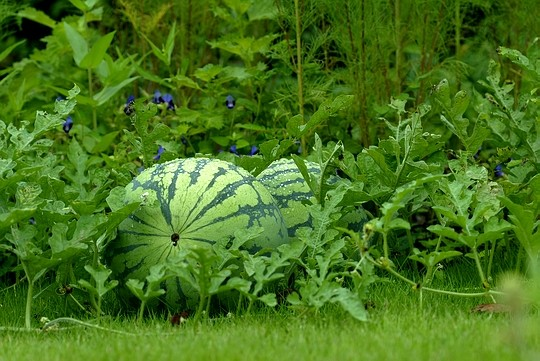
هندوانه در جالیز

جالیز یا پالیز به کشتزاری گفته می‌شود که محصولاتی از رده صیفی جات مانند خربزه و هندوانه و خیار در آن کاشت و برداشت می‌شوند. در شهرهای قدیمی ایران جالیز را، جیلیز و در خراسان آن را پالِز یا پَلِز می‌گویند.